# Harry Vardon
Harry Vardon (9 de maio de 1870 – 20 de março de 1937) foi um golfista inglês e membro do que ficou conhecido como Grande Triunvirato do esporte em seu tempo, juntamente com os golfistas John Henry Taylor e James Braid.

## Vida
Harry Vardon nasceu em Grouville, Jersey, nas Ilhas do Canal. Como uma criança criada na ilha de Jersey, Harry Vardon não costumava jogar muito golfe. Inspirado por seu irmão mais velho, Tom, ele finalmente assumiu o jogo em sua adolescência e por volta dos 20 anos de idade tinha tanta habilidade que se tornou profissional. Vardon foi o primeiro golfista profissional a jogar utilizando "calças de golfe" (Knickerbockers, calção especial preso um pouco abaixo dos joelhos) - o inglês "correto" usava uma desconfortável camisa e gravata com um paletó abotoado. No entanto, dentro de poucos anos, ele se tornou o primeiro superstar do golfe.
Em 1896, Harry Vardon venceu o primeiro de seu récorde de seis títulos do British Open de Golfe (um recorde que ainda hoje permanece). Em 1900, ele se tornou a primeira celebridade internacional do golfe quando visitou o Estados Unidos, jogando em mais de 80 partidas, completando com uma vitória no U.S. Open. Foi o segundo colocado no U.S. Open de 1913, evento retratado no filme O melhor jogo da história. Aos 50 anos, Vardon foi o segundo colocado no U.S. Open de 1920.
Durante sua carreira, Harry Vardon venceu 62 torneios de golfe, incluindo o Aberto da Alemanha de golfe em 1911 e o British PGA Championship Matchplay, em 1912. Ele popularizaou a forma de pegar o taco (pegada) que leva seu nome, a qual ainda é utilizada por mais de 90 por cento dos golfistas. Em seus últimos anos, tornou-se um construtor de campos de golfe, tendo projetado vários na Grã-Bretanha.
Passando por um acometimento de tuberculose, lutou com problemas de saúde por anos, mas concentrou-se em treinar outros golfistas e em escrever livros de instruções sobre o golfe e de inspiração. Harry Vardon morreu em 1937, em Totteridge, Hertfordshire, Inglaterra. Após sua morte, a Associação Americana dos Profissionais de Golfe criou o Troféu Vardon. É concedido anualmente ao jogador do PGA Tour com a menor pontuação média ajustada do ano.
Durante os anos de apogeu de sua carreira, Vardon era conhecido por sua excepcional precisão e controle em todos os campos, os melhores já vistos na época.
Em 1974 Harry Vardon foi escolhido para o grupo inicial de convocados para o Hall da Fama do Golfe Mundial. Suas medalhas mais prestigiosas, incluindo as dos seus seis Campeonatos British Open, estão em exposição em homenagem a ele no Jersey Museum. Nos anais de golfe, Harry Vardon é considerado um dos grandes do jogo. Em 2000, Vardon foi classificado como o 13º melhor golfista de todos os tempos pela revista Golf Digest.